# Fagerhaugs kyrka
Fagerhaugs kyrka (norska: Fagerhaug kirke) är en församlingskyrka i Oppdals kommun i Trøndelag fylke i mellersta Norge. Den ligger i byn Fagerhaug i norra delen av Oppdals kommun. Den röda träkyrkan byggdes i norsk långkyrkstil 1921 av arkitekt John Egil Tverdahl. Kyrkan rymmer cirka 150 personer.
Fagerhaugs socken bildades 1997 genom utbrytning ur Oppdals socken. Den tillhörde från början Orkdals prosteri (kontrakt) i Nidaros stift, för att därefter sedan 2000 bli en del av Gauldals prosteri. 2017 gick socknen åter igen upp i Oppdals socken.

## Historia
Kyrkan byggdes 1921 som baptistkyrka (Elim bönehus), och det var först 1959 som byggnaden köptes av Norges kyrka. Byggnaden invigdes som kapell den 13 september 1959 och den utsågs senare till församlingskyrka.
Kyrkan har 150 sittplatser. Altartavlan, det centrala inventariet, är från 1959. Deb gjordes av möbelsnickare Ingvar Fagerhaug och träsnidare Hans Donali. Själva altarbilden är målad av Bjarne Rise.